# Сехоуюй
Сехоуюй, Недоговорка (кит. трад. 歇後語, упр. 歇后语, пиньинь xiēhòuyǔ, палл. сехоуюй, буквально: «высказывание с отсутствующим концом») — один из видов фразеологизмов китайского языка.

## Описание
Словом «сехоуюй» в китайском языке обозначаются двучленные речения типа «выкатить горошины из бамбуковой трубки — ни одной не оставить» (кит. упр. 竹筒倒豆一全倒出来), что означает «выложить всё, рассказать без утайки, как на духу». В этих фразеологизмах первая часть представляет собой иносказание, вторая — раскрытие иносказания. Вопреки своему названию, недоговорки употребляются в речи преимущественно в полной форме, хотя встречаются и в усечённой — только первая часть. Некоторые недоговорки основаны на омонимичности многих китайских слов.
Сехоуюй похож на загадку (первая его часть) вместе с её отгадкой (вторая часть), однако загадка не является коммуникативным средством языка, а сехоуюй — является и представляет собой фразеологическую единицу, как пословица или поговорка. 

## Примеры
- «Карлик смотрит спектакль — видит, что другие кричат „браво“, и сам вслед кричит „браво“» (кит. упр. 矮子看戏 — 见人道好，他也道好) — слепо повторять за другими похвалы (одобрение)[3][1].
- «Глиняный бодисатва переправляется через реку — самому-то уцелеть бы»  (кит. упр. 泥菩萨过江（河）— 自身难保) — не до жиру, быть бы живу[4][5].